# Pennapiedimonte

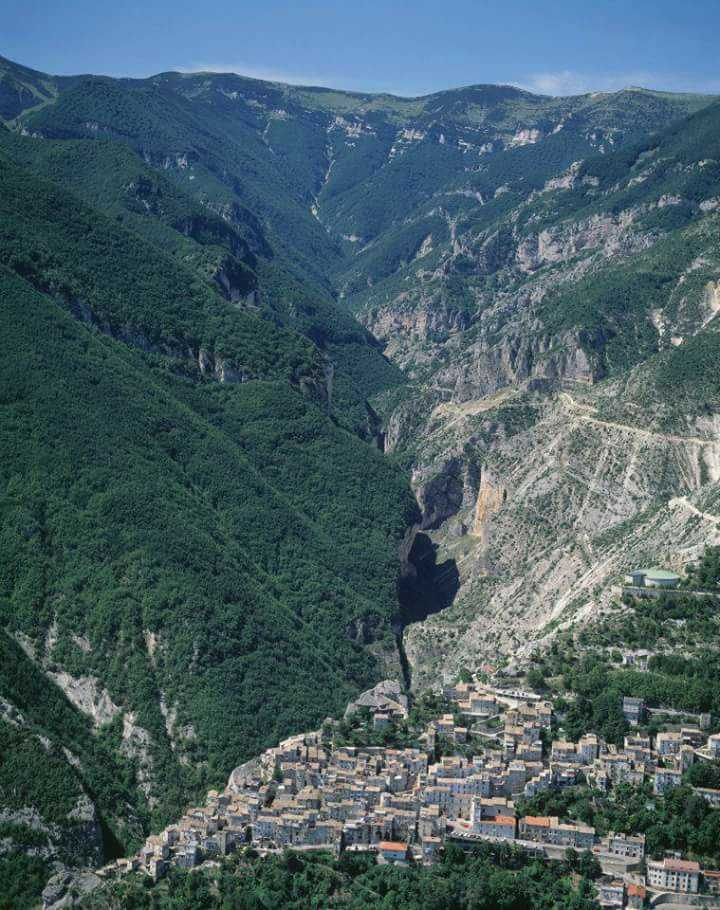
Pennapiedimonte

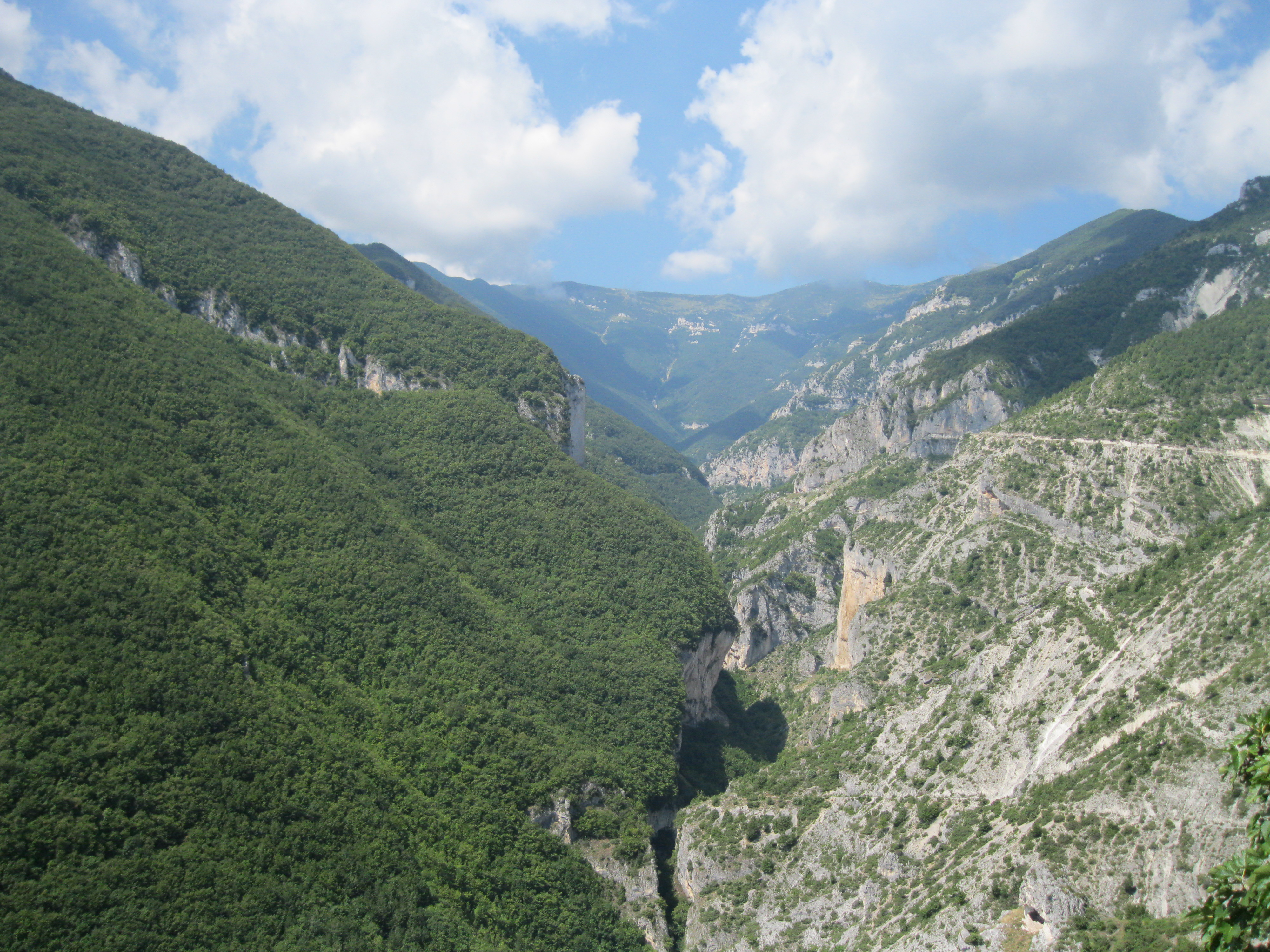
La vallée de l'Avello à Pennapiedimonte

Pennapiedimonte est un village montagnard de 445 habitants accroché à 669 mètres d'altitude sur un éperon rocheux de la province de Chieti dans les Abruzzes, en Italie. Son vaste territoire est inclus dans le Parc national de la Majella. 

## Géographie

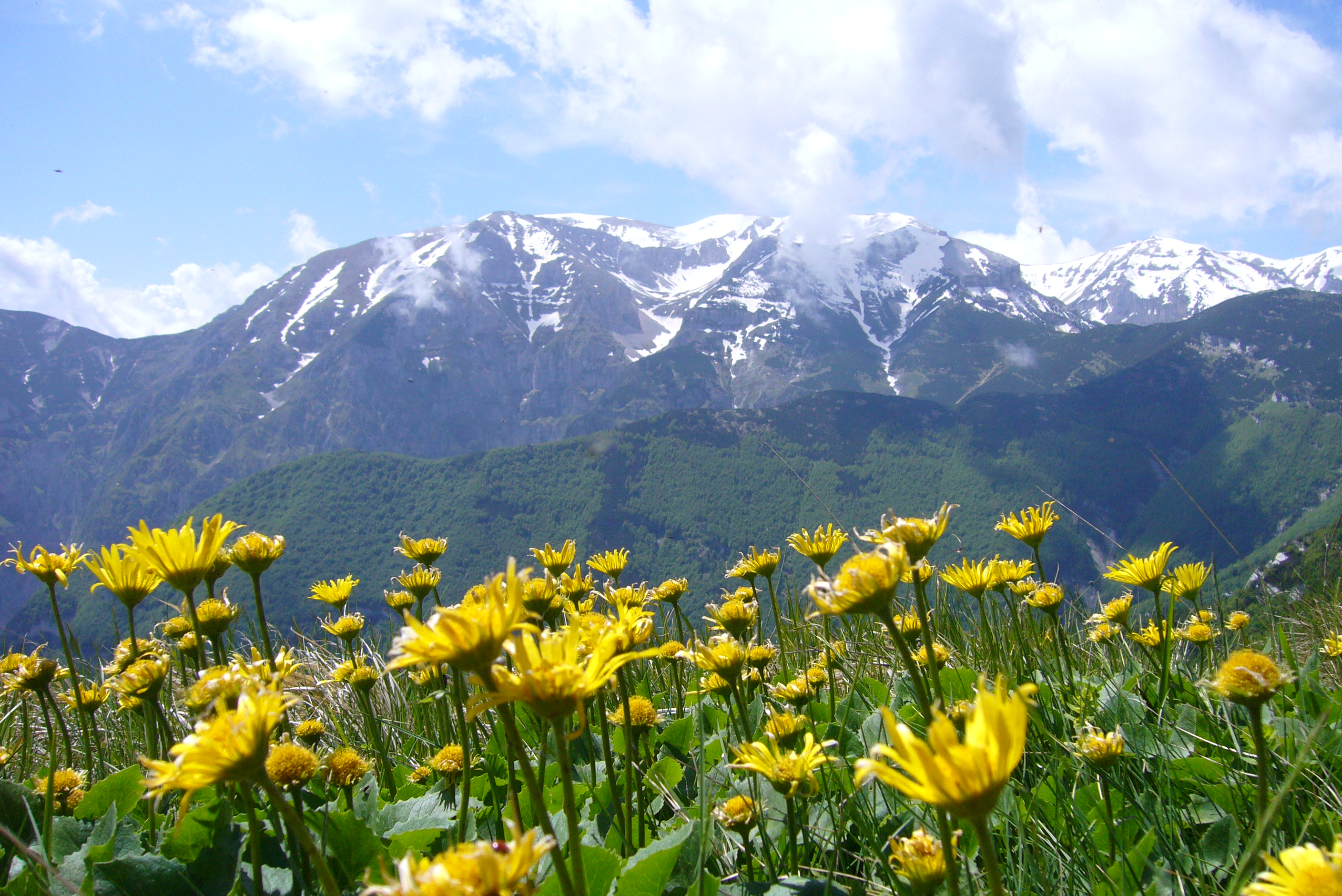
Vue sur les Murelle qui dominent Pennapiedimonte

Le village est construit sur le flanc ouest du massif de la Majella. Le territoire de la commune compte 47,2 km2. L’altitude minimum est de 255 mètres (au lieu-dit du Laio) et atteint les 2676 mètres au sommet du mont Focalone, tout cela avec un dénivelé de 2400 mètres, ce qui en fait un des lieux les plus accidentés des Abruzzes.
Il est dominé par une concrétion rocheuse particulière, la « Pinna », qui semble avoir donné son nom au village (Pinna+piedimonte = Pinna+au pied du mont= Pennapiedimonte). La « Pinna », vu du côté est, prend la forme d’une femme assise que les Anciens avaient associée à la déesse Maïa (qui donne d’ailleurs son nom au massif), la mère du dieu Hermès.

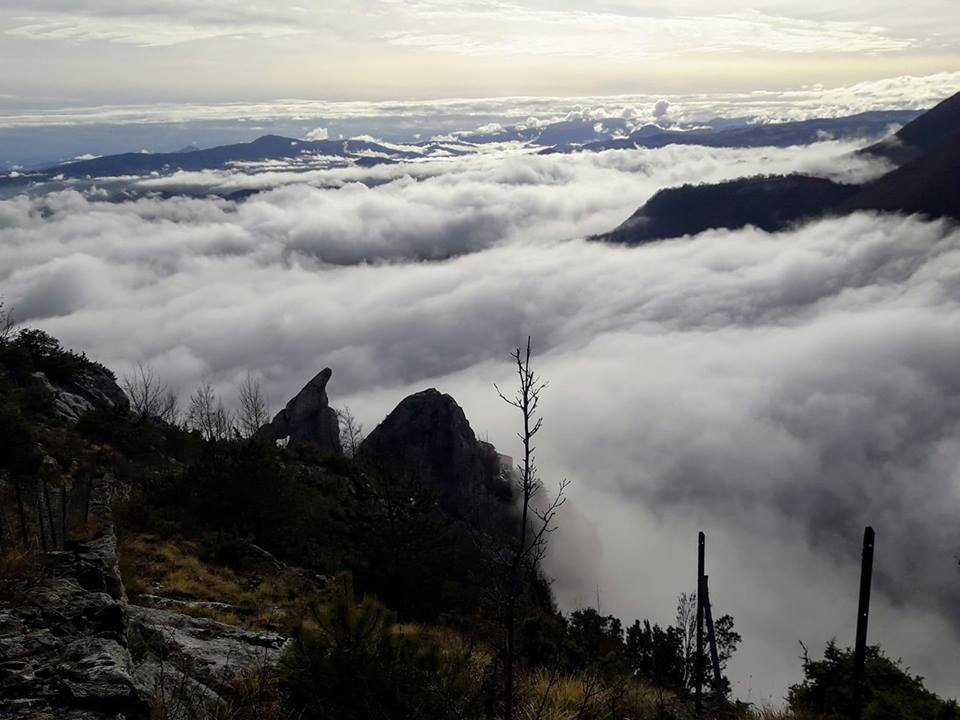
"La Pinna" ou la déesse Maïa surplombant Pennapiedimonte

Le bourg habité, quant à lui, s’élève à une altitude maximale de 669 mètres sur un éperon rocheux qui sourd presque à la verticale d’une vallée calcaire riche en grottes pastorales au fond de laquelle coulent les eaux cristallines du torrent Avello.
L’agglomération s’est développée à même la montagne ; en effet, les maisons sont en partie creusées dans le calcaire ou à partir des grottes préexistantes qui ont été excavées. Cette exploitation particulière de la pierre et du relief accidenté a donné son aspect anarchique au village que l'on ne peut souvent parcourir qu’à pied et grâce à des escaliers casse-cou ou en suivant des venelles étroites et abruptes.

## Histoire
Le village existait déjà entre le Ve et le VIe siècles avant J-C., comme l’illustre les fouilles archéologiques (découvertes de tombes antiques) au lieu-dit de la Fontana. Romanisé dès le IIIe siècle av. J-C. (en même temps que les Frentans, peuplade qui habitait cette région orientale des Abruzzes, le Samnium), Pennapiedimonte devint, avec la tour de garde romaine (toujours debout, mais agglomérée désormais aux habitations), une place forte gardant l’entrée de la vallée de l’Avello qui mène, à travers la selle du Cavallo, vers la vallée de l’Orfento et les termes de Caramanico. Il s’agissait aussi d’un point d’observation unique offrant une vue complète des territoires allant du sud des Marches, de l'Abruzze citérieure au Molise, aux îles Tremiti. Outre cet usage militaire, le village semble n’avoir été qu’un point de rencontre fixe des bergers en transhumance et d’artisans de la pierre jusqu'à la fin du Haut Moyen Âge.
Le nom est attesté chez Silius Italicus lequel parle du village dans sa narration des guerres puniques, référant à lui comme la « Pinna » de l’Avello. Le lieu comprenait, en outre, un petit temple à Janus (lieu dit de Famocchiano, c’est-à-dire Fanulum Jani, temple de Janus) et un bourg aujourd’hui disparu, Ugno (de omnium = de tous), situé sur une éminence au pied du mont Ugni. On raconte, mais en l’absence de recherches archéologiques il s’agit probablement d’une simple légende populaire, que le bourg Ugno aurait été envahi par des fourmis, rendant nécessaire le déménagement de la population dans l’actuel centre de Pennapiedimonte.
Après la christianisation, l’âpreté du territoire, les nombreuses grottes de la vallée de l’Avello et les solitudes alpestres y attirèrent moines et ermites. On atteste au Xe siècle l’existence d’un petit monastère au fond de la vallée, le monastère de Santa Maria. Il existait encore en 1365 — il est nommé dans des registres religieux conservés au Musée archéologique de Chieti — mais dès le XVIe siècle il ne semble qu’en rester des ruines, si bien que le lieu exact est aujourd’hui d’identification incertaine. Quant au village lui-même, dont le nom s’affirme dans une bulle papale d’Alexandre II (Castrum Pinnæ et Catro Pende Pedemontis) il apparaît bien établi au Bas Moyen Âge, quoi que modeste et sans aucune importance face aux chefs-lieux du territoire (Guardiagrele, Casoli, Lanciano, Chieti). La position du village, agrippé à flanc de montagne avec des pentes atteignant parfois les 600, est probablement l’occasion qu’on l’ait surnommé « Castellum natura munitum » (château fortifié par la nature). Cette appellation a laissé sa marque dans la partie basse du village nommé aujourd’hui « castello » (château), bien qu’aucune construction s’apparentant à un château n’y ait jamais été élevée.
Jusqu’au XIXe siècle, le village a connu de multiples administrations. Il fit partie du comté de Chieti jusqu’en 1156, fut ensuite dirigé par la cour de Manopello jusqu’en 1231, moment où la province de l’Abruzze citérieure le prit en charge. À partir de 1366 et jusqu’à l’époque napoléonienne (1806), Pennapiedimonte fut un village parmi d’autres incorporé à des fiefs familiaux. Ainsi les Orsini (1366 – 1507), les d’Alvanio (1507 – 1509), les Regio (1509 à 1515) et finalement les puissants Colonna (1515 à 1806). De 1807 à 1811, le village fut administré par Guardiagrele et connut en 1811 son incorporation municipale [Commune] qu’il détient encore jusqu’à nos jours.
En l’absence de témoignages écrits autres que des actes notariés et des mentions ici et là ou en passant dans des chroniques, on sait peu de choses de l’histoire précise de Pennapiedimonte. Selon toute vraisemblance, le village connut sans doute les mêmes vicissitudes liées aux pestilences, aux guerres, aux soubresauts de l’Histoire mondiale que les autres contrées des Abruzzes. À cet égard, le village a assez souffert de la Seconde Guerre mondiale, servant de place forte aux Allemands. Les Canadiens les délogèrent lors de la Campagne d’Italie [1944-45] ce qui a causé certaines destructions, dont celle d'une porte citadine fortifiée jamais reconstruite. Pennapiedimonte a été victime d'une émigration importante et continue de ses citoyens à partir des années 1950, sa population actuelle représentant un peu moins du cinquième de ce qu’elle était alors.
De manière générale, Pennapiedimonte témoigne de la vie d’un pauvre village de montagne marqué par les activités pastorales, la culture de l’olive [dans la vallée], l’industrie fromagère et les différents travaux artisanaux dont la sculpture de la pierre, toutes des activités désormais disparues, mais actives encore à la fin du siècle dernier. Le grand défi pour l’avenir est de lutter contre le déclin de la population, la dégradation des monuments accélérée encore par l’abandon de la moitié du centre habité et par les intempéries inévitables dans un lieu aussi sauvage battu par les vents, la pluie, la neige et les glissements de terrain.
Le village est connu dans la province de Chieti pour son festival du sanglier — très abondant sur son territoire — lequel se tient durant près d’un mois en août.

### Hameaux
Capolegrotti, Pisavini, Colli, Coste dei Colli, Fontana, Raiese, San Giovanni, Defenza, Vicende, Laio

### Communes limitrophes
Caramanico Terme (PE), Fara San Martino (CH), Guardiagrele (CH), Casoli (CH), Palombaro (CH), Pretoro (CH), Rapino (CH), Roccamorice (PE)

## Monuments

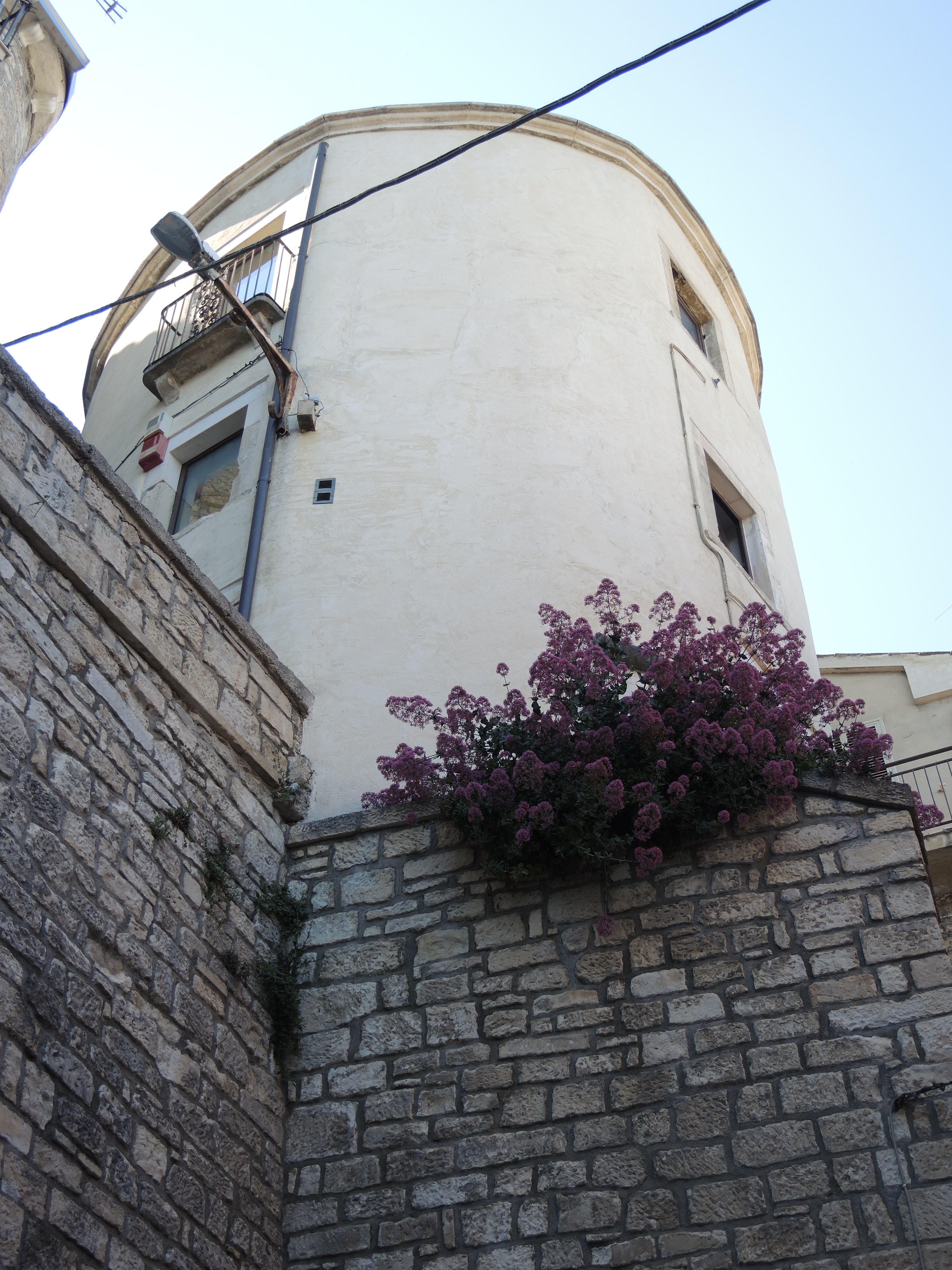
Vestiges de la tour romaine

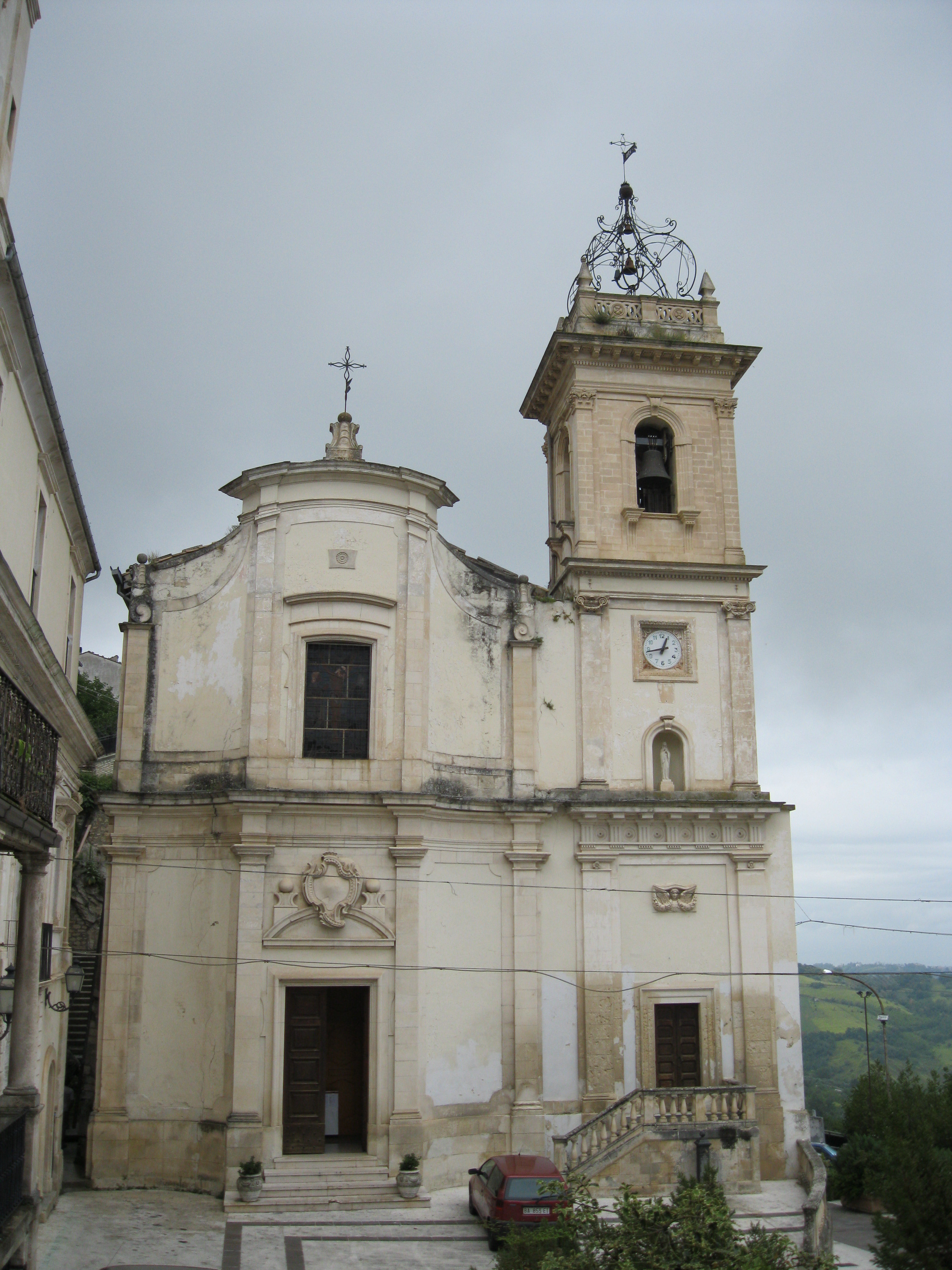
L'église Santi Silvestro e Rocco